# Jan Lindhardt
Jan Lindhardt, född 24 april 1938 i Köpenhamn, död 11 november 2014, var en dansk teolog och skribent. Han var son till professorn och teologie doktorn Poul Georg Lindhardt och Gerda Winding samt äldre bror till Mogens Lindhardt. Han var gift med biskop Tine Lindhardt.
Han blev teologie kandidat vid Köpenhamns universitet 1962, dr.theol. 1983 och 1997 biskop över Roskilde stift. Den 1 maj 2008 uppnådde han åldersgränsen för danska biskopar på 70 år och var efter det emeritus.
Jan Lindhardt medverkade ofta i TV och tidningar för att kommentera utvecklingen i Folkekirken och förklara kyrkliga förhållanden.

## Utmärkelser
- Kommendör av Dannebrogorden,  2004

[Redigera Wikidata]